# Duocarmicina
Las duocarmicinas son alcaloides aislados de Streptomyces en 1988.  Se ha descubierto que tiene potentes propiedades antitumorales.
Boger y colaboradores reportaron el farmacóforo y su mecanismo de acción. Las duocarmicinas se unen al surco menor del ADN y a la nucleobase alquilada de adenina del ADN en la posición N3. Se han investigado las propiedades de análogos sintéticos incluyendo la adozelesina, bizelesina, y la  carzelesina para el tratamiento del cáncer,